# Vermicompost

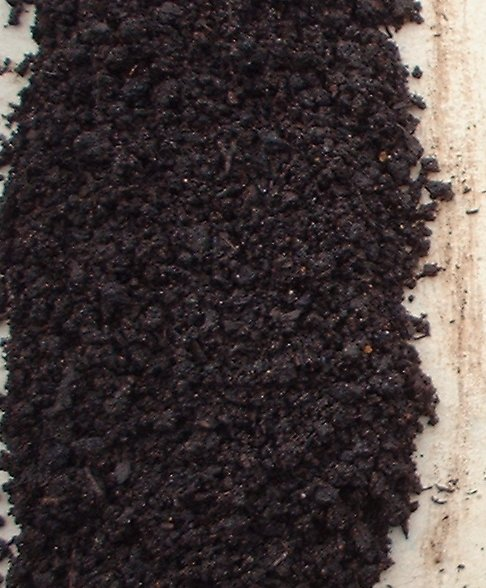
Turricules fraîchement récoltés formant un vermicompost.

Le lombricompost,, ou vermicompost, est une déjection de vers. C'est un amendement organique de qualité agronomique, qui se produit par la transformation de fumiers ou de déchets organiques domestiques par des vers du fumier.
Le lombricompostage fait partie des différentes méthodes de valorisation des matières organiques, à la dimension rurale agricole ou citadine domestique, en utilisant le même type de vers. Cette technique est une des solutions retenue pour résoudre les problèmes de recyclage des biodéchets de cuisine et de table des villes et les fumiers des campagnes.

## Terminologie
En français, lombricompost signifie littéralement « compost de lombriciens ». Sa variante vermicompost est également utilisée mais principalement en Amérique du Nord, ainsi qu'en Belgique. Les vers entrant en jeu ne sont pas des lombrics (genre Lumbricus), mais des lombricidés épigés du genre Eisenia parmi lesquels le ver du fumier et son parent le ver rouge de Californie sont les plus communément employés en Europe.

## Type de vers

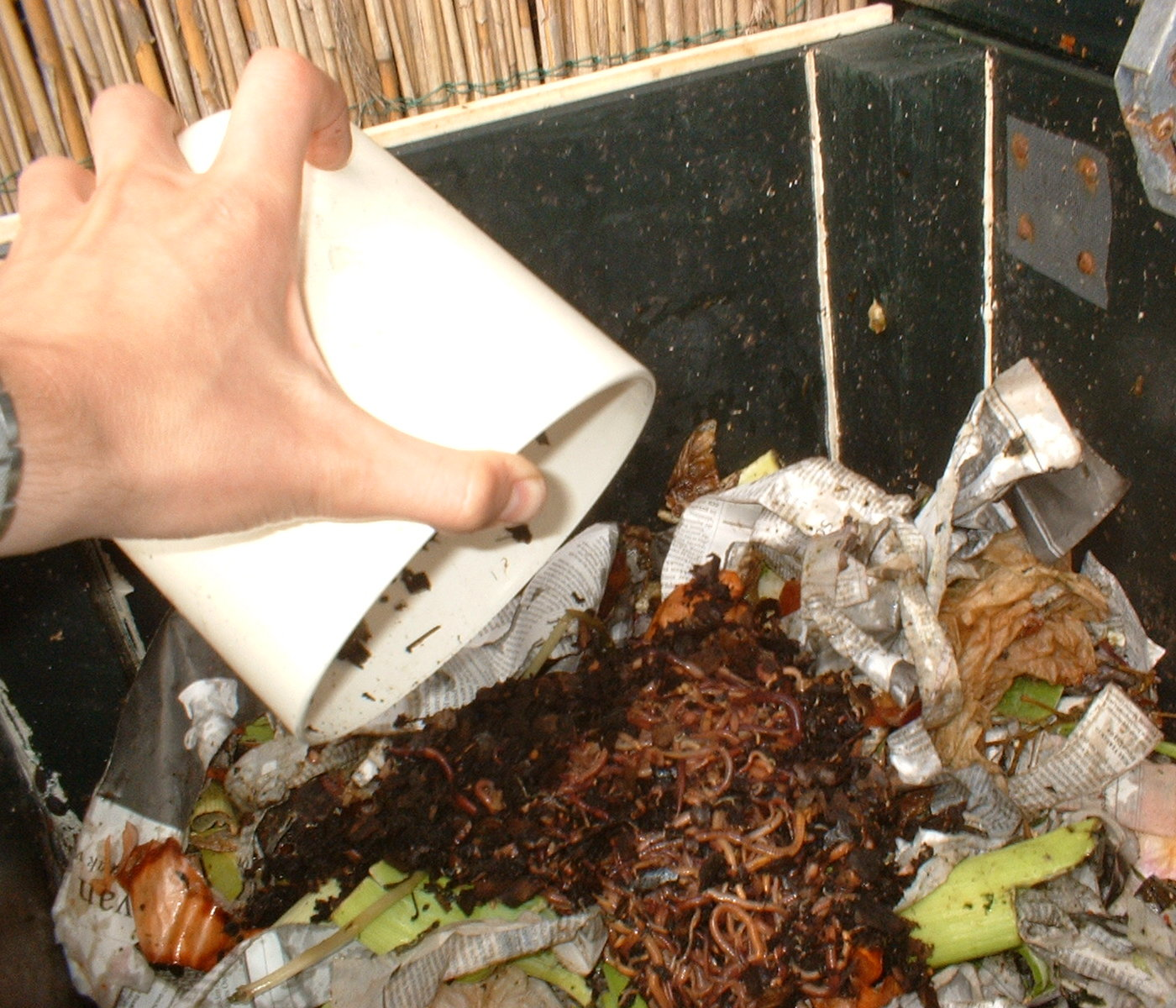
Vers introduits dans un compost.

Les vers entrant en jeu sont des lombriciens de la famille des Lombricidés épigés (vers qui dégradent la litière et les déchets organiques de surface) et du genre Eisenia.
Parmi les multiples espèces de vers Eisenia, deux sont utilisées couramment en climats tempérés pour le lombricompostage : Eisenia foetida (ver du fumier) et Eisenia andrei (ver de Californie), dans la plupart des cas difficiles à différencier. On utilise aussi Dendrobaena veneta (syn. Eisenia hortensis (en)), plus résistant au froid, mais qui est plus lent à décomposer et à se reproduire tout en nécessitant plus d'humidité.
Il est possible de créer des pièges pour attraper les vers dans la nature, mais il est également possible d'en acheter dans des commerces ou sur Internet, ou de s'en faire donner par des particuliers.

## Modes de lombricompostage
Deux cultures de lombricompostage sont possibles et se complètent.

### Lombriculture spontanée
Elle se pratique sans l'intervention ni l'optimisation par l'homme. Elle correspond à un fonctionnement naturel lié au sol, celui que l'on retrouve dans la nature, comme aussi on peut l'observer dans un composteur domestique en maturation en phase mésophile inférieure à 30 °C, après ou sans la phase thermophile.

### Lombriculture contrôlée
Elle se pratique hors sol, avec l'intervention et l'optimisation par l'homme dans un objectif d'utilisation des performances des vers de compost pour produire une quantité importante de vers, de lombricompost ou pour l'élimination et la valorisation de déchets de cuisine et de table. Elle correspond à une gestion optimale des conditions de vie (humidité, température, oxygénation, luminosité, vibrations), de nourriture et de reproduction des vers sélectionnés. Par exemple, en conditions optimales, un vers d'espèce Eisenia andrei devient adulte au bout d'un mois après éclosion, et produit alors un cocon de un à deux petits tous les quatre jours pour une durée de vie de deux à trois ans.

#### Agricole
Le lombricompostage peut être réalisé très simplement dans une exploitation agricole, et plus spécifiquement dans des fermes lombricoles, en entassant le fumier de cheval et bovin à même le sol en extérieur et en attendant quelques mois qu'il arrive à maturité. Ensuite, il suffit de créer un nouveau tas mitoyen de fumier frais et les vers migrent du compost à maturité, prêt à être épandu, vers le fumier frais. Ces fermes lombricoles, au nombre d'une vingtaine en France, produisent du lombricompost commercial et fournissent aussi des vers pour les lombricomposteurs domestiques.

#### Domestique
Certains particuliers recyclent leurs déchets organiques afin de limiter leur quantité de déchets à traiter et obtenir un engrais gratuit pour leur potager ou leur bacs à fleurs. Pour cela, ils s'équipent d'un lombricomposteur, ou lombricompostière, placé dans le jardin ou même en appartement. Le lombricompost ne dégage pas d'odeur s'il est correctement réalisé,. C'est aussi un outil à l'intérêt pédagogique, mobile et peu encombrant, auprès des adultes et des enfants pour la compréhension et la sensibilisation au fonctionnement d'un écosystème fragile.
Le contrôle et le bon fonctionnement nécessite quelques attentions au démarrage. Une formation et un accompagnement est recommandé. Il nécessite une sensibilisation, du conseil et un accompagnement qualifié et d'expérience organisé au sein des collectivités locales, associations, associé à des actions régulières de communication ainsi que des évaluations, ce que conseille l'ADEME en France. Quelques outils en ligne sur internet permettent de se faire une idée des performances et attentes.

## Utilisation

### Lombricompost
Le lombricompost s'utilise par simple épandage autour des cultures puis griffé simplement en surface du sol. Un  risque de lessivage du nitrate (NO3−) existe par épandage sans griffage de surface. Il peut également être directement mélangé au terreau afin de rempoter les plantes d'intérieur.  
L'inconvénient de la technique est que, contrairement au compostage thermophile avec montée en température suffisante, les graines présentes dans les déchets ne sont pas neutralisées. Il est donc fréquent de retrouver des plants de tomates, melon et autres là où le lombricompost est épandu, mais dans ce cas c'est qu'il n'a pas été suffisamment travaillé[réf. nécessaire]. 

### Lombrithé
Le jus tiré des lombricomposteurs, appelé thé de lombricompost ou lombrithé,, est utilisé comme engrais liquide. Les lombricomposteurs ont généralement un robinet permettant de tirer le lombrithé. Il est nécessaire de le diluer dans 10 fois son volume d'eau pour l'utiliser comme engrais.

## Fabrication
La durée d'élaboration d'un lombricompost est d'un à six mois, assez flexible concernant l'équilibrage de matière plutôt carbonée par rapport à la matière azotée (Équilibrage du  rapport C/N). Le lombricompostage nécessite une quantité importante de vers épigés au démarrage du processus. Ces vers de compost ont une sensibilité à la chaleur (avec un idéal à 25 °C) et au stress. Leur plage de température pour se nourrir étant de 12 °C minimum à 40 °C maximum.

## Qualité

### Agronomique
Le lombricompost est un amendement riche en éléments nutritifs de type azote (N), phosphore (P) et potassium (K). Il facilite le rempotage ou le bouturage en apportant une correction des carences précoces en azote grâce à sa concentration en nitrate (NO3−).
Le lombrithé ou jus de lombricompostage est lui aussi bien équilibré en Azote, Phosphore et Potassium (NPK). Sa concentration impose toutefois une dilution avec de l'eau à 1/10ème voire un 1/20ème selon le type de plante à nourrir,.

### Agriculture Biologique
L'International Federation of Organic Agriculture Movements (IFOAM) ainsi que l'Europe autorisent l'utilisation d'intrant de type lombricompost pour la culture biologique ,.

## Lombricompost selon l'objectif
La production contrôlée de lombricompost peut avoir des objectifs de qualité bien distincts.

### Le lombricompostage agronomique
Il permet de fournir un lombricompost et un lombrithé en quantité et de qualité agronomique, éventuellement normés pour l'utilisation en l'agriculture biologique (NFU 44051).

### La lombriculture de vers
La qualité de reproduction des vers est mise en valeur pour produire une masse importante et rapide de vers plutôt qu'une qualité ou quantité de lombricompost. Ce type de production de vers en mode industriel sert de nourriture pour l'élevage de poissons ou volailles. 
Dans une production plus artisanale, inscrite dans un cycle court d'économie circulaire, elle se pratique chez quelques petits producteurs modestes de café colombiens (cafeteros) recyclant la pulpe abondante des cerises de café par lombriculture. Le lombricompost sert d'amendement de qualité aux cultures de café de l'exploitation. Les vers produits en quantité servent alors de nourriture aux poulets et canards de la ferme venant se servir en direct sur le lombricomposteur.

### La lombriculture de traitement de déchets ménager en mélange
La qualité de sélection par les vers des déchets organiques est mis en valeur mais ne permet ni de fournir un lombricompost de qualité ni une masse de vers de qualité.

### Le lombricompostage de toilettes sèches public ou privé
La qualité d'autonomie des vers Eisenia Foetida, d'hygiénisation des solides, de limitation des odeurs et de valorisation des déchets organiques, sans raccordement, sans électricité ni énergie, sans entretien, sans produit chimique, sans ajout de structurant carboné (sciure) et sans eau est mis en avant plutôt que la qualité du lombricompost produit. Pourtant, fin 2018, une expérimentation française est réalisée par l'utilisation agronomique au jardin potager de lombricompost issu de toilettes sèches. À la différence du compostage de toilette sèche, cette méthode hygiènique de traitement des solides par lombricompostage ne nécessite pas d'apport carboné (sciure, paille...) supplémentaire autre que le papier toilette mais une séparation des urines.

### Le lombricompostage de déjections canines
En France, dans un cadre de politiques urbaines, dans un but d’offrir des réponses plus économiques et écologiques, une expérience est réalisée en 2011 sur deux refuges associée au lombricompostage de déjections canines. La thèse vétérinaire associée à ces deux expériences apporte des réponses, par le lombricompostage, aux problèmes physiques et sanitaires générés par les déjections canines en ville.